# Sergio Gordilho
Sergio Gordilho (Salvador, 16 de maio de 1970) é sócio, copresidente, CCO e cofundador da Agência Africa Creative, uma das cinco maiores agências de publicidade do Brasil, que faz parte do Grupo Omnicom.

## Trajetória Profissional
Gordilho é formado em arquitetura pela Universidade Federal da Bahia, pós-graduado em Design Gráfico pela Royal College of Art, em Londres e tem Mestrado em Administração de Negócios (MBA) pela Berlin School of Creative Leadership.
O empresário iniciou sua carreira na área de criação, onde atuou nas agências de publicidade Propeg e SLAP, em Salvador, sua cidade natal. Gordilho morou um ano e meio em Londres, onde pós-graduou-se em Graphic Design pela Royal College of Art. Em 1999, mudou-se para São Paulo para atuar na agência DM9DDB, onde conheceu seu futuro sócio, Nizan Guanaes. Entre 2000 a 2002, trabalhou na agência Bates Brasil, atual Y&R.
Em dezembro de 2002, Gordilho fundou a Africa, com os sócios Nizan Guanaes, Marcio Santoro, Luiz Fernando Vieira e Olivia Machado. A Africa, de acordo com dados de 2016, é considerada a quinta maior agência de publicidade do Brasil e pertence à DDB Wordwhile, parte do Grupo Omnicom.
Gordilho foi nomeado copresidente da Africa juntamente com Márcio Santoro em 2010. Sob sua liderança, a agência é responsável pela comunicação das marcas Itaú, Brahma, Vivo, Natura, Budweiser, entre outras.
Em abril de 2023, a agência Africa chegou ao seu terceiro ciclo com a volta da sociedade Sergio Gordilho e Márcio Santoro da agência como sócios, adicionando ‘Creative’ ao nome (Africa Creative) para reforçar a maior personalidade da agência - a criatividade.  
Em novembro de 2023, Márcio Santoro e Sergio Gordilho se juntaram a Cristina Naumovs para lançar o UNAH, uma holding com o objetivo de investir em empresas da economia criativa.

## Prêmios e Indicações
Sob sua liderança na área de criação, a Africa recebeu o prêmio Caboré, do Grupo Meio & Mensagem, na categoria Agência de Comunicação nos anos de 2005 e 2012. Além disso, em 2015 foi considerada Agência do Ano na Lürzer’s Archive, uma das mais prestigiadas e importantes publicações do mercado publicitário mundial, após ter emplacado 22 campanhas durante o ano, ficando à frente de agências como BBDO de Nova York, AMV BBDO e adam&eveDDB, ambas de Londres.
Gordilho foi eleito o mais influente Profissional de Criação pela Associação dos Profissionais de Propaganda (APP) em 2006.
Dois anos depois, em 2008, recebeu o prêmio Caboré, na categoria Profissional de Criação.
De 2008 a 2015, a Africa foi eleita a agência de publicidade mais admirada do mercado pela revista Carta Capital.
Em 2014, Gordilho foi o único brasileiro apontado ‘’Agency Innovator’’ pela The Internationalist, organização internacional que elege os principais executivos da publicidade mundial. Sua indicação ocorreu principalmente pelos trabalhos publicitários da agência Africa para o Banco Itaú durante a Copa do Mundo FIFA de 2014, e a criação do Africa Lab, laboratório interno de criação, responsável pelo desenvolvimento de projetos e produtos, como o Buddy Cup, da Budweiser.
Em 2015, Gordilho ficou em primeiro lugar no ranking dos diretores de criação de todo o mundo mais reconhecidos dentro da Lürzer’s Archive. Além disso, foi reconhecido pela GQ como um dos 20 publicitários mais influentes do Brasil e entrou para o Hall da Fama do Marketing Nacional, através da Abramark (Academia Brasileira de Marketing).
Em 2016, Sergio Gordilho foi um dos escolhidos na publicação “The 30 most creative people in advertising 2016”. Gordilho foi o único que representou o trabalho de uma agência brasileira nesta tão exclusiva lista. A seleção foi do Business Insider, um dos maiores sites de notícias de negócios da internet no mundo. A publicação levou em consideração quatro pontos: o reconhecimento do profissional dentro da indústria, senioridade nas suas respectivas agências, o tamanho do negócio e como seus trabalhos tem atraído a atenção global, não só no mercado publicitário, ao longo de 2015-2016.
Em 2017, o El Ojo de Iberoamérica, um dos festivais mais importantes na indústria de publicidade e comunicação da região ibero-americana, apontou a Africa como a Melhor Agência da região e Sergio Gordilho, copresidente e CCO da agência, como o melhor criativo. Esse é um dos Festivais mais reconhecidos do mundo na indústria da propaganda, tanto pela qualidade e prestígio de seus prêmios e reconhecimentos, quanto pelo número de inscrições. A performance da Africa também ajudou a DDB a ser a Melhor Rede de Comunicação da Região Ibero-americana.
No mesmo ano, Gordilho foi nomeado ‘Profissional de Criação’ pelo Prêmio Caboré.
Em 2021, foi nomeado ‘Dirigente da Indústria da Comunicação’ pelo Prêmio Caboré.
Em 2023, no ano da sua volta com a de Márcio Santoro na sociedade da empresa, a agência Africa Creative alcançou diversos prêmios, incluindo o Titanium em Cannes - prêmio que o Brasil não recebia há 11 anos.
No mesmo ano, Africa Creative foi eleita ‘Agência do Ano’ e Sergio Gordilho ‘Melhor Criativo do Ano’ pelo El Ojo de Iberoamérica.
A agência foi nomeada ‘Agência do Ano’ e Sergio Gordilho ‘Liderança de Agência’ no Melhores do Ano Propmark 2023.
Em 2023, ele e Márcio Santoro foram eleitos como 'Publicitários do Ano' pelo Prêmio Colunistas Brasil.

Em 2024, o executivo foi o único da América Latina a ser indicado como Global ‘Agency Leader’ pela Campaign, prestigiada publicação londrina. 